# Стирлинг, Джен
Джен Стирлинг (англ. Jan Stirling; урождённая Грэм (англ. Graham); род. 20 июля 1955 года, Аделаида, штат Южная Австралия, Австралия) — австралийская профессиональная баскетболистка, выступавшая в женской национальной баскетбольной лиге (ЖНБЛ) за клуб «Норт-Аделаида Рокетс». Играла на позиции разыгрывающего защитника. После окончания спортивной карьеры возглавила тренерский штаб новой команды «Аделаида Лайтнинг», которую сразу же сделала одной из доминирующих в ЖНБЛ, выиграв с ней четыре чемпионских титула (1994, 1995, 1996, 1998). В 1993 году признавалась лучшим тренером женской НБЛ.
В 2001 году возглавила национальную сборную Австралии, с которой выиграла серебряные медали Олимпийских игр 2004 года в Афинах и 2008 года в Пекине, кроме того стала победительницей чемпионата мира 2006 года в Бразилии и бронзовым призёром мундиаля 2002 года в Китае, а также выиграла Игры Содружества 2006 года в Мельбурне.

## Ранние годы
Джен Стирлинг родилась 20 июля 1955 года в городе Аделаида (штат Южная Австралия).